# برانیمیر خرگوتا
برانیمیر خرگوتا (کرواتی: Branimir Hrgota؛ زادهٔ ۱۲ ژانویهٔ ۱۹۹۳) بازیکن فوتبال کروات‌تبار اهل سوئد است.
از باشگاه‌هایی که در آن بازی کرده است می‌توان به باشگاه فوتبال بروسیا مونشن‌گلادباخ، باشگاه فوتبال آینتراخت فرانکفورت، و باشگاه فوتبال یونشوپینگ سودرا اشاره کرد.
وی همچنین در تیم‌های ملی فوتبال زیر ۱۹ سال سوئد، زیر ۲۱ سال سوئد، و سوئد بازی کرده است.